# 韩兴旺
韩兴旺（1954年—），撒拉族，中华人民共和国政治人物、第十一届全国政协委员。
担任青海省工商联副主席、青海兴旺集团公司董事长。2008年，当选第十一届全国政协委员，代表少数民族界，分入第四十九组。并担任民族和宗教委员会专委。